# The Hindu Times
«The Hindu Times» es la primera canción del quinto disco de estudio de la banda inglesa Oasis, Heathen Chemistry de 2002. Desde su lanzamiento la canción se convirtió en una de las preferidas por los fanáticos de la banda. El tema empezó a difundirse oficialmente en abril, aunque se lo podía encontrar en internet desde fines de febrero. También es el primer sencillo de la banda después de "Sunday Morning Call" de 2000, y alcanzó el primer puesto en el Reino Unido, Canadá e Italia. Con "Hindu Times" Oasis vuelve a crear una música más rock, algo que tal vez ausentaba en sus discos desde Be Here Now de 1997.

## Lista de temas
Sencillo en CD (RKIDSCD 23), Vinilo de 12" (HES 672541 6), Casete Tailandia (6725414)

| N.º   | Título               | Duración |  |
| 1.    | «The Hindu Times»    | 3:54     |  |
| 2.    | «Just Getting Older» | 3:18     |  |
| 3.    | «Idler's Dream»      | 2:58     |  |
| 10:10 |                      |          |  |

Vinilo de 7" (RKID 23), Sencillo en CD cardsleeve (HES 672541 1)

| N.º  | Título               | Duración |  |
| 1.   | «The Hindu Times»    | 3:54     |  |
| 2.   | «Just Getting Older» | 3:18     |  |
| 7:12 |                      |          |  |

DVD single (RKIDSDVD 23)

| N.º   | Título                                                                 | Duración |  |
| 1.    | «The Hindu Times»                                                      | 3:54     |  |
| 2.    | «The Hindu Times» (Demo)                                               | 4:33     |  |
| 3.    | «10 Minutes of Noise And Confusion Pt. One (North America, June 2001)» | 9:27     |  |
| 17:54 |                                                                        |          |  |

Vinilo promocional de 12" (RKID 23TP), CD promocional (SAMPS 11265 1)

| N.º  | Título            | Duración |  |
| 1.   | «The Hindu Times» | 3:54     |  |
| 3:54 |                   |          |  |

CD promocional Reino Unido (RKIDSCD 23PX)

| N.º  | Título                         | Duración |  |
| 1.   | «The Hindu Times» (Radio Edit) | 3:54     |  |
| 3:54 |                                |          |  |

Betacam promocional (none)

| N.º  | Título                          | Duración |  |
| 1.   | «The Hindu Times» (Music Video) | 4:14     |  |
| 4:14 |                                 |          |  |

Todos los temas fueron compuestos por Noel Gallagher.
- Datos: Q2721682